# Ковачев хан у Ваљеву
Ковачев хан у Ваљеву, подигнут је пре 1879. године, представља непокретно културно добро као споменик културе од изузетног значаја.

## Документ о постојању
Старост грађевине је утврђена према једном сачуваном документу:

"На лицу чаршије је једна меана по плану II класе у којој меани има седам одељења и једна лебна фуруна све зидано од тврдог материјала и вреди ова механа 5.000 динара, власништво Марка Божића ковача. Ваљево 12. новембра 1879. године“.

## Изглед зграде
Зграда је грађена веома монументално, као једноспратна угаона зграда правоугаоне основе ужом страном постављена према Бирчаниновој, а широм према Бобовчевој улици. Зидана је у бондрук систему са испуном од ћерпича и опеке. Према улици у приземном и спратном делу је низ лучних прозора. Кров је благог нагиба, четворосливан, прекривен бибер црепом. Стреха је даском опшивена.
У унутрашњости зграде распоред и број просторија у потпуности је прилагођен првобитној намени објетка – хану. Временом је зрада претрпела извесне преправке али је у основи задржала првобитан изглед и једна је од најкарактеристичнијих зграда у оквиру старе чаршије Тешњар у Ваљеву.